# (1909) Алехин
(1909) Алехин — небольшой астероид главного пояса, который был открыт 4 сентября 1972 года советским астрономом Людмилой Журавлёвой в Крымской обсерватории и назван в честь русского чемпиона мира по шахматам А.А. Алехина.
Этот астероид совершает свой оборот вокруг Солнца за 3,77 земного года.